# Victor Simões
Victor Simões de Oliveira, mais conhecido como Victor Simões, ou apenas Victor (Rio de Janeiro, 23 de março de 1981), é um ex-futebolista brasileiro que atuava como atacante.

## Infância
Nascido na cidade do Rio de Janeiro, comunidade da Rocinha, Victor iniciou no futebol ainda garoto. 

## Carreira

### Flamengo
Compôs o elenco da base do Flamengo. Revelado pelo Clube de Regatas do Flamengo, no ano de 2001. Em 2001 teve sua primeira oportunidade na equipe profissional.

### Tombense
Após a passagem pelo Flamengo, em 2003 se desligou do clube que o criara e partiu para o clube mineiro do Tombense. 

### Bélgica
Depois o atacante foi para a Europa, atuando por dois clubes belgas, o Germinal Beerschot e o Club Brugge. Por esta equipe, Victor Simões, na temporada 2004/05 fez 18 gols em 45 jogos.

### Figueirense
Voltou ao Brasil e teve uma ótima passagem pelo Figueirense, clube que começou a defender em janeiro de 2007. Atuou em 35 partidas e fez 21 gols, sendo, inclusive, artilheiro da Copa do Brasil.com 5 gols

### Chunnam Dragons
Após sua passagem pelo time de Santa Catarina, foi para o Chunnam Dragons, da Coreia do Sul.foi campeão da copa da Korea,fez 15 gols

### Botafogo
Em 2009, acertou sua volta ao Rio de Janeiro para defender o clube de sua família, o Botafogo. Destacou-se no Campeonato Carioca de 2009, sendo um dos principais artilheiros da Competição, que teve como principal marcador o meia Maicosuel, do próprio Botafogo. No entanto, as ótimas atuações não foram repetidas no Brasileirão, e Victor Simões acabou sendo relacionado para o banco de reservas.
Clube carioca ofereceu a Victor Simões 3 anos d contrato,porém não aceitou 
E resolveu partir pa a o mundo árabe.

### Al-Ahli
não renovou com o clube carioca e acabou acertando com o Al-Ahli, da Arábia Saudita, em 2010. Em junho de 2011, conquistou seu primeiro título pelo clube saudita da cidade de Jeddah, a Copa do Rei da Arábia Saudita. O brasileiro fez 18 gols na temporada, e foi o vice-artilheiro do Campeonato Árabe,na temporada seguinte foi novamente campeão da Copa do Rei da Arabia Saudita.na mesma temporada se tornou artilheiro da liga da arabia saudita com 21 gols
Se sagrando o maior artilheiro até então.

### Goa
Em 2015 foi contratado pelo Goa. Marcou dois gols na pré-temporada, mas uma lesão na perna o impediu de jogar o campeonato indiano.  Tentou voltou ao Brasil pela URT no fim do ano, sendo reprovado nos exames médicos. No ano seguinte, aproveitou que estava afastado dos gramados para abrir uma pizzaria na Rocinha.

## Estatísticas
Até 9 de março de 2014.

### Clubes
| Clube              | Temporada         | Campeonato nacional | Campeonato nacional | Campeonato nacional | Copa nacional[a] | Copa nacional[a] | Copa nacional[a] | Competições continentais[b] | Competições continentais[b] | Competições continentais[b] | Outros torneios[c] | Outros torneios[c] | Outros torneios[c] | Total | Total | Total   |
| Clube              | Temporada         | Jogos               | Gols                | Assist.             | Jogos            | Gols             | Assist.          | Jogos                       | Gols                        | Assist.                     | Jogos              | Gols               | Assist.            | Jogos | Gols  | Assist. |
| ------------------ | ----------------- | ------------------- | ------------------- | ------------------- | ---------------- | ---------------- | ---------------- | --------------------------- | --------------------------- | --------------------------- | ------------------ | ------------------ | ------------------ | ----- | ----- | ------- |
| Flamengo           | 2001              | —                   | —                   | —                   | —                | —                | —                | —                           | —                           | —                           | 1                  | 0                  | 0                  | 1     | 0     | 0       |
| Flamengo           | 2002              | —                   | —                   | —                   | —                | —                | —                | —                           | —                           | —                           | 12                 | 2                  | 0                  | 12    | 2     | 0       |
| Flamengo           | 2003              | —                   | —                   | —                   | —                | —                | —                | —                           | —                           | —                           | 1                  | 0                  | 0                  | 1     | 0     | 0       |
| Flamengo           | Total             | 0                   | 0                   | 0                   | 0                | 0                | 0                | 0                           | 0                           | 0                           | 14                 | 2                  | 0                  | 14    | 2     | 0       |
| Tombense           | 2003              | —                   | —                   | —                   | —                | —                | —                | —                           | —                           | —                           | 5                  | 0                  | 0                  | 5     | 0     | 0       |
| Tombense           | Total             | 0                   | 0                   | 0                   | 0                | 0                | 0                | 0                           | 0                           | 0                           | 5                  | 0                  | 0                  | 5     | 0     | 0       |
| Germinal Beerschot | 2003–04           | 15                  | 3                   | 1                   | 3                | 4                | 0                | —                           | —                           | —                           | —                  | —                  | —                  | 18    | 7     | 1       |
| Germinal Beerschot | Total             | 15                  | 3                   | 1                   | 3                | 4                | 0                | 0                           | 0                           | 0                           | 0                  | 0                  | 0                  | 18    | 7     | 1       |
| Club Brugge        | 2003–04           | 14                  | 5                   | 3                   | 3                | 0                | 0                | 4                           | 0                           | 0                           | —                  | —                  | —                  | 21    | 5     | 3       |
| Club Brugge        | 2004–05           | 23                  | 4                   | 3                   | 4                | 0                | 0                | 5                           | 0                           | 0                           | 1                  | 0                  | 0                  | 33    | 4     | 3       |
| Club Brugge        | 2005–06           | 6                   | 1                   | 0                   | —                | —                | —                | 2                           | 0                           | 0                           | —                  | —                  | —                  | 8     | 1     | 0       |
| Club Brugge        | Total             | 43                  | 10                  | 6                   | 7                | 0                | 0                | 11                          | 0                           | 0                           | 1                  | 0                  | 0                  | 62    | 10    | 6       |
| Germinal Beerschot | 2005–06           | 13                  | 0                   | 3                   | —                | —                | —                | —                           | —                           | —                           | —                  | —                  | —                  | 13    | 0     | 3       |
| Germinal Beerschot | Total             | 13                  | 0                   | 3                   | 0                | 0                | 0                | 0                           | 0                           | 0                           | 0                  | 0                  | 0                  | 13    | 0     | 3       |
| Figueirense        | 2007              | 10                  | 3                   | 1                   | 5                | 5                | 0                | —                           | —                           | —                           | —                  | —                  | —                  | 15    | 8     | 1       |
| Figueirense        | Total             | 10                  | 3                   | 1                   | 5                | 5                | 0                | 0                           | 0                           | 0                           | 0                  | 0                  | 0                  | 15    | 8     | 1       |
| Chunnam Dragons    | 2008              | 24                  | 3                   | 0                   | —                | —                | —                | —                           | —                           | —                           | —                  | —                  | —                  | 24    | 3     | 0       |
| Chunnam Dragons    | Total             | 24                  | 3                   | 0                   | 0                | 0                | 0                | 0                           | 0                           | 0                           | 0                  | 0                  | 0                  | 24    | 3     | 0       |
| Botafogo           | 2009              | 32                  | 8                   | 2                   | —                | —                | —                | 5                           | 0                           | 0                           | 16                 | 11                 | 0                  | 53    | 19    | 2       |
| Botafogo           | Total             | 32                  | 8                   | 2                   | 0                | 0                | 0                | 5                           | 0                           | 0                           | 16                 | 11                 | 0                  | 53    | 19    | 2       |
| Al-Ahli            | 2009–10           | 4                   | 2                   | 0                   | 4                | 7                | 0                | 6                           | 4                           | 0                           | —                  | —                  | —                  | 14    | 13    | 0       |
| Al-Ahli            | 2010–11           | 20                  | 16                  | 3                   | 6                | 3                | 0                | —                           | —                           | —                           | —                  | —                  | —                  | 26    | 19    | 3       |
| Al-Ahli            | 2011–12           | 26                  | 21                  | 6                   | 3                | 1                | 2                | 10                          | 7                           | 1                           | —                  | —                  | —                  | 39    | 29    | 9       |
| Al-Ahli            | 2012–13           | 8                   | 5                   | 1                   | 2                | 2                | 0                | 4                           | 3                           | 3                           | —                  | —                  | —                  | 14    | 10    | 4       |
| Al-Ahli            | 2013–14           | 1                   | 1                   | 0                   | —                | —                | —                | —                           | —                           | —                           | —                  | —                  | —                  | 1     | 1     | 0       |
| Al-Ahli            | Total             | 59                  | 45                  | 10                  | 15               | 13               | 2                | 20                          | 14                          | 4                           | 0                  | 0                  | 0                  | 94    | 72    | 16      |
| Umm-Salal          | 2013–14           | 9                   | 6                   | 0                   | —                | —                | —                | —                           | —                           | —                           | —                  | —                  | —                  | 9     | 6     | 0       |
| Umm-Salal          | Total             | 9                   | 6                   | 0                   | 0                | 0                | 0                | 0                           | 0                           | 0                           | 0                  | 0                  | 0                  | 9     | 6     | 0       |
| Goa                | 2015              | 0                   | 0                   | 0                   | —                | —                | —                | —                           | —                           | —                           | —                  | —                  | —                  | 0     | 0     | 0       |
| Goa                | 2016              | 0                   | 0                   | 0                   | —                | —                | —                | —                           | —                           | —                           | —                  | —                  | —                  | 0     | 0     | 0       |
| Goa                | Total             | 0                   | 0                   | 0                   | 0                | 0                | 0                | 0                           | 0                           | 0                           | 0                  | 0                  | 0                  | 0     | 0     | 0       |
| Total na carreira  | Total na carreira | 205                 | 78                  | 23                  | 30               | 22               | 2                | 36                          | 14                          | 4                           | 36                 | 13                 | 0                  | 307   | 127   | 29      |

- a. ^ Jogos da Copa da Bélgica, Copa do Brasil, Copa da Arábia Saudita e Kings Cup
- b. ^ Jogos da Liga Europa da UEFA, Liga dos Campeões da UEFA, Copa Sul-Americana e Liga dos Campeões da AFC
- c. ^ Jogos do Amistoso, Campeonato Carioca, Campeonato Mineiro e Supercopa da Bélgica

## Títulos
Club Brugge
- Campeonato Belga: 2004–05
- Copa da Bélgica: 2004

Chunnam Dragons
- Copa da Coreia do Sul: 2008

Botafogo
- Taça Guanabara: 2009

Al-Ahli
- Copa da Arábia Saudita: 2011

## Artilharias
Figueirense
- Copa do Brasil: 2007 (5 gols)[6]